# Men of War (Computerspiel)
Men of War (В тылу врага 2: Лис пустыни (Behind Enemy Lines 2: Desert Fox)) ist ein Echtzeit-Strategiespiel und eine Fortsetzung zum 2006 erschienen Faces of War. Es wurde in Kooperation mit Best Way von Digitalmindsoft entwickelt und von 1C Company, 505 Games und Aspyr Media verlegt.
Die Singleplayer-Kampagnen führen durch verschiedene Schlachten des Zweiten Weltkrieges. Sie beinhalten den Vorstoß der Roten Armee auf Berlin, die Luftlandeschlacht um Kreta und den Afrikafeldzug aus deutscher und alliierter Sicht. Im Multiplayer kommen die Japaner als spielbare Fraktion hinzu.

## Spielablauf
Men of War hat Ähnlichkeiten zu seinen Vorgängern Faces of War und Soldiers: Heroes of World War II mit einigen größeren Unterschieden. In Soldiers kontrolliert der Spieler eine kleine Gruppe von Soldaten und bekämpft den Feind. Bei Faces of War steuert man ebenfalls eine kleine Anzahl an Truppen, während man große Schlachten an der Seite von vielen Alliierten schlägt. Men of War vereint beide Spielkonzepte. Es kommt zudem vor, dass der Spieler eine große Anzahl von Einheiten kommandieren muss und mehrere Linien überwachen und verteidigen muss. Es vereint somit verschiedene Schichten von Makro- und Mikromanagement, was sowohl über die Aufstellung von Zügen als auch über die Einzelsteuerung von Einheiten realisiert wurde. In einigen Szenarien ist man zudem in der Lage, Verstärkungen, Luft- und Artillerieschläge anzufordern. Schiffe können zudem erstmals gesteuert werden.

## Einheiten
Die vielen und vielfältigen Einheiten decken das jeweilige historische Szenario des Spiels ab. Man kann sehr viele Einheiten gleichzeitig kämpfen lassen. Allerdings verblassen gefallene oder zerstörte Einheiten nach längerer Zeit langsam.
Eine Spielstatistik mit mehreren hundert getöteten Gegnern am Ende eines Spieles ist nichts Ungewöhnliches.

## Steuerung
Die Steuerung erfolgt über Point-and-Click mit der Maus oder alternativ über entsprechende Tasten. Einheiten können Zielpunkte gesetzt werden. Das Verhalten der Einheit kann festgelegt werden z. B. „Stellung halten“, „Gegner immer angreifen“ oder „nicht schießen“. Für jede Einheit kann der Spieler auch selbst das Bewegen, Zielen und Schießen übernehmen.

## KI
Die künstliche Intelligenz ist teils sehr ausgereift. Soldaten reagieren auf Gegner, wechseln selbständig zur passenden Waffe, verarzten ihre Wunden, bekämpfen den gefährlichsten Gegner oder nehmen Deckung und arbeiten sich selbständig unter Beachtung des feindlichen Feuers zum Ziel vor. Soldaten weichen eigenen Fahrzeugen aus, wie auch Fahrzeuge eigenen Soldaten oder Geschützen und anderen Fahrzeugen ausweichen. Der Spieler könnte ganze Schlachten fast ohne sein Zutun ablaufen lassen. Das Werfen von Handgranaten scheint absichtlich reduziert zu sein. Das Aufnehmen von Ausrüstung von Gefallenen kann nur durch den Spieler erfolgen. Beides wohl damit der Spieler mehr taktisch eingreifen kann.

## Editor
Die Men-of-War-CD beinhaltet auch einen Editor zum Abändern oder Erstellen von Spielkarten und Missionen.
Karten können mit einem Oberflächengestalter mit Bergen und Tälern versehen werden. Die Karten können dann mit allen Elementen aus dem Spiel Flora, Fauna, Gebäude, Soldaten, Fahrzeugen, Straßen, Laternen, Zäunen, Sandsäcken etc. bestückt werden. Wegen der ausgereiften KI genügt eigentlich schon das Platzieren von Einheiten um eigene Missionen zu gestalten. Ansonsten gibt es noch die Möglichkeit Missionsziele, Wegpunkte, sowie bedingte Auslöser mit Befehlen wie z. B. "Handgranate werfen" einzubauen. Auch eigene Einleitungsfilme und Texte können im Editor erstellt werden.

## Erweiterungen

### Men of War: Red Tide
Vier Monate nach dem Erscheinen von Men of War wurde mit Men of War: Red Tide die erste Standalone-Erweiterung angekündigt. Sie beinhaltet 20 neue Singleplayer Missionen aus der Sicht von Bodentruppen der sowjetischen Schwarzmeerflotte gegen italienische, rumänische und deutsche Einheiten. Die Geschichte basiert auf den Arbeiten von Alexander Zorich.

### Men of War: Assault Squad
Die zweite eigenständig spielbare Erweiterung wurde mit Assault Squad von den Ko-Entwicklern von Digitalmindsoft angekündigt. Die Auslieferung begann ab dem 17. Februar 2011. Es gibt 15 neue Missionen, die sich mehr auf den infanteristischen Teil des Spieles beziehen.

### Men of War: Vietnam
Vietnam heißt der von 1C Company parallel zu Assault Squad entwickelte dritte Teil von Men of War, der seit September 2011 erhältlich ist. Er wartet mit zwei komplett neuen Kampagnen auf, die im Vietnamkrieg des Jahres 1968 spielen. Die amerikanische Kampagne erzählt die Geschichte einer Spezialeinheit, während die nordvietnamesische Kampagne von sowjetischen Militärberatern handelt.

### Men of War: Condemned Heroes
Das eigenständige Spiel Condemned Heroes erschien am 20. April 2012. Es wurde als eintönig und schwierig bewertet.

### Men of War: Assault Squad 2
Erschien im August 2016 als Early-Access-Spiel auf Steam mit zur bisherigen Reihe leicht verbesserter Grafik und detaillierteren Animationen von Fahrzeugschäden. Es ist Weltkrieg II Singleplayer (USA, Commonwealth, Deutschland, Sowjetunion, Japan) und Multiplayer spielbar. Die Steam-Version bietet einen Editor und eine Anbindung an den Steam Workshop.